# Lycosa pictipes
Lycosa pictipes este o specie de păianjeni din genul Lycosa, familia Lycosidae. A fost descrisă pentru prima dată de Keyserling, 1891. Conform Catalogue of Life specia Lycosa pictipes nu are subspecii cunoscute.